# 阿西娅·霍根-罗切斯特
阿西娅·霍根-罗切斯特（英語：Asia Hogan-Rochester，1999年4月20日—），加拿大女子七人制橄榄球运动员。她曾代表加拿大参加2024年夏季奥林匹克运动会七人制橄榄球比赛，获得一枚银牌。